# Américains
Pour les articles homonymes, voir Américain.
Les Américains sont le nom officiel d'un peuple des Amériques, regroupant les citoyens des États-Unis d'Amérique. La majorité des Américains sont blancs, du fait que le pays trouve ses origines dans la colonisation britannique et plus largement européenne du XVIIe siècle et du XVIIIe siècle, qui donna naissance à la nation américaine. Après l'acquisition de l'indépendance en 1783, le pays connut plusieurs vagues d'immigration en provenance de l'Europe au cours du XIXe siècle et au début du XXe siècle.
Les États-Unis possèdent également d'importantes minorités raciales, notamment noires en raison de l'héritage esclavagiste, mais aussi métisses, latinos ainsi qu'asiatiques en raison d'un changement de politique migratoire opéré en 1965, qui supprima les restrictions raciales en matière d'immigration. En revanche, le cas des Amérindiens est plus complexe, car une partie d'entre-eux s'identifient à leurs nations indigènes et non à la nation américaine.

## Ethnonymie
Les habitants des États-Unis sont appelés « Américain, Américains, Américaine et Américaines ». En français, cette forme est la plus couramment employée. C’est le seul gentilé indiqué dans le code de rédaction interinstitutionnel de l’Union européenne ainsi que dans la Liste annexée à l'arrêté français du 4 novembre 1993, qui contient les recommandations de la France pour ses fonctionnaires sur l’usage des gentilés.
Dans le langage courant, afin d'englober les simples résidents qui n'ont pas la nationalité américaine, la forme largement établie et utilisée en français est l'adjectif « américain », et le substantif « Américain » (American en anglais).
Néanmoins, la possible ambiguïté avec le nom des habitants du continent américain a mené à la création du terme « États-Unien »,, également orthographié « Étatsunien » et « Étasunien », jugé plus précis par quelques auteurs, et dépréciatif par d'autres. Ce terme, le plus souvent utilisé dans le cadre de discours critiques envers les États-Unis, a été utilisé pour la première fois en 1910 dans La Revue du mois.

### Surnoms
Dans le langage populaire ou familier de certains pays francophones, le peuple américain est parfois affublé du surnom, souvent péjoratif, de « Yankee » et  « ricain », aphérèse de « américain », et « Amerloque ».

## Anthropogéographie
Sans tenir compte de l'Alaska, les Américains sont voisins des Canadiens au nord et des Mexicains au sud-ouest.

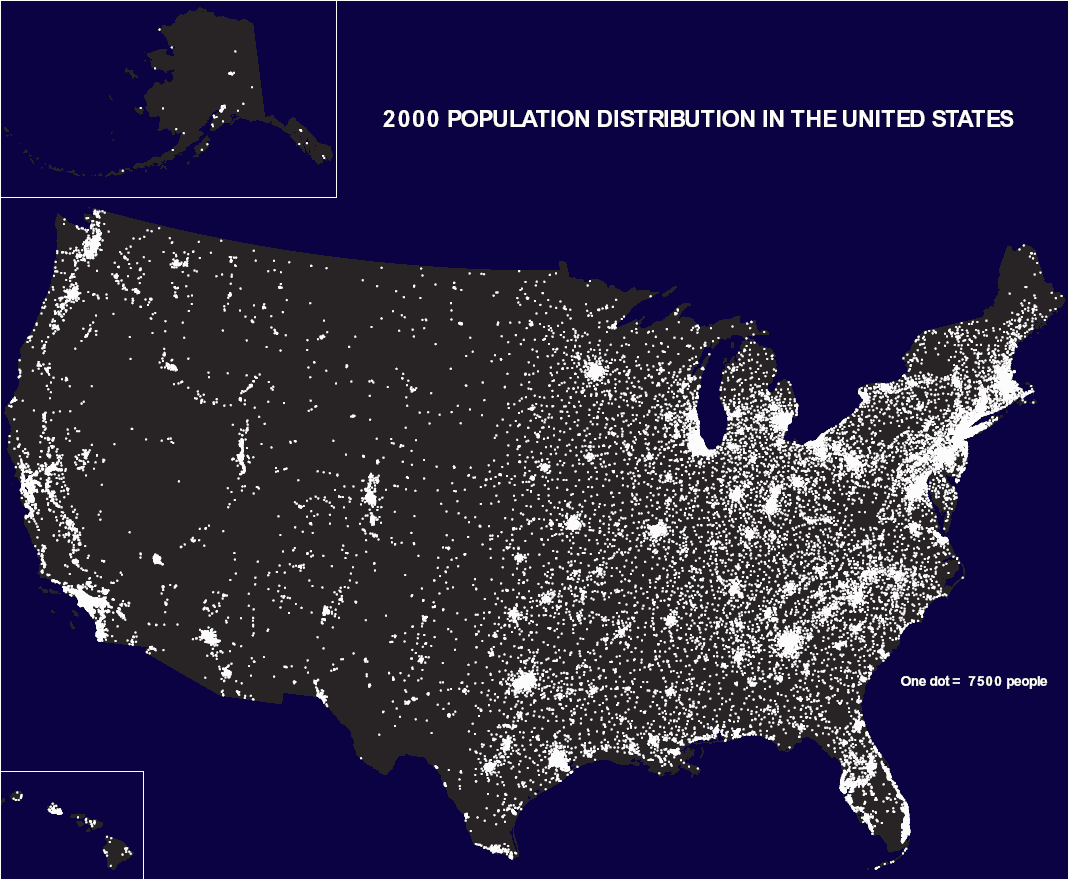
Répartition de la population en 2000.
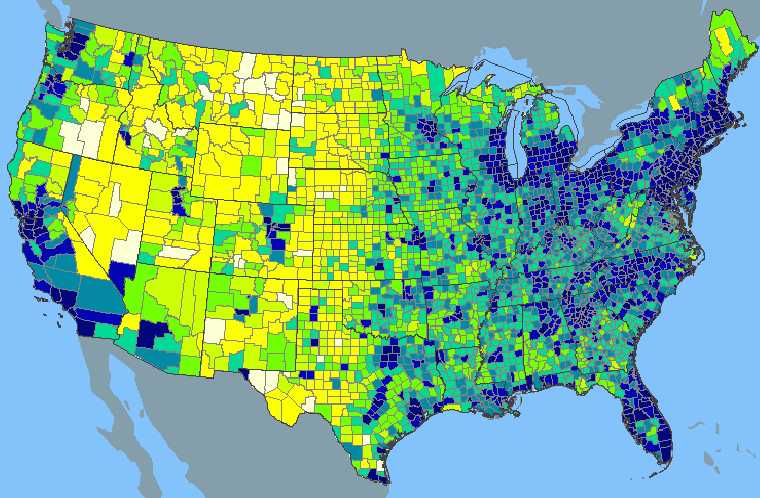
Densité de la population en 2000.
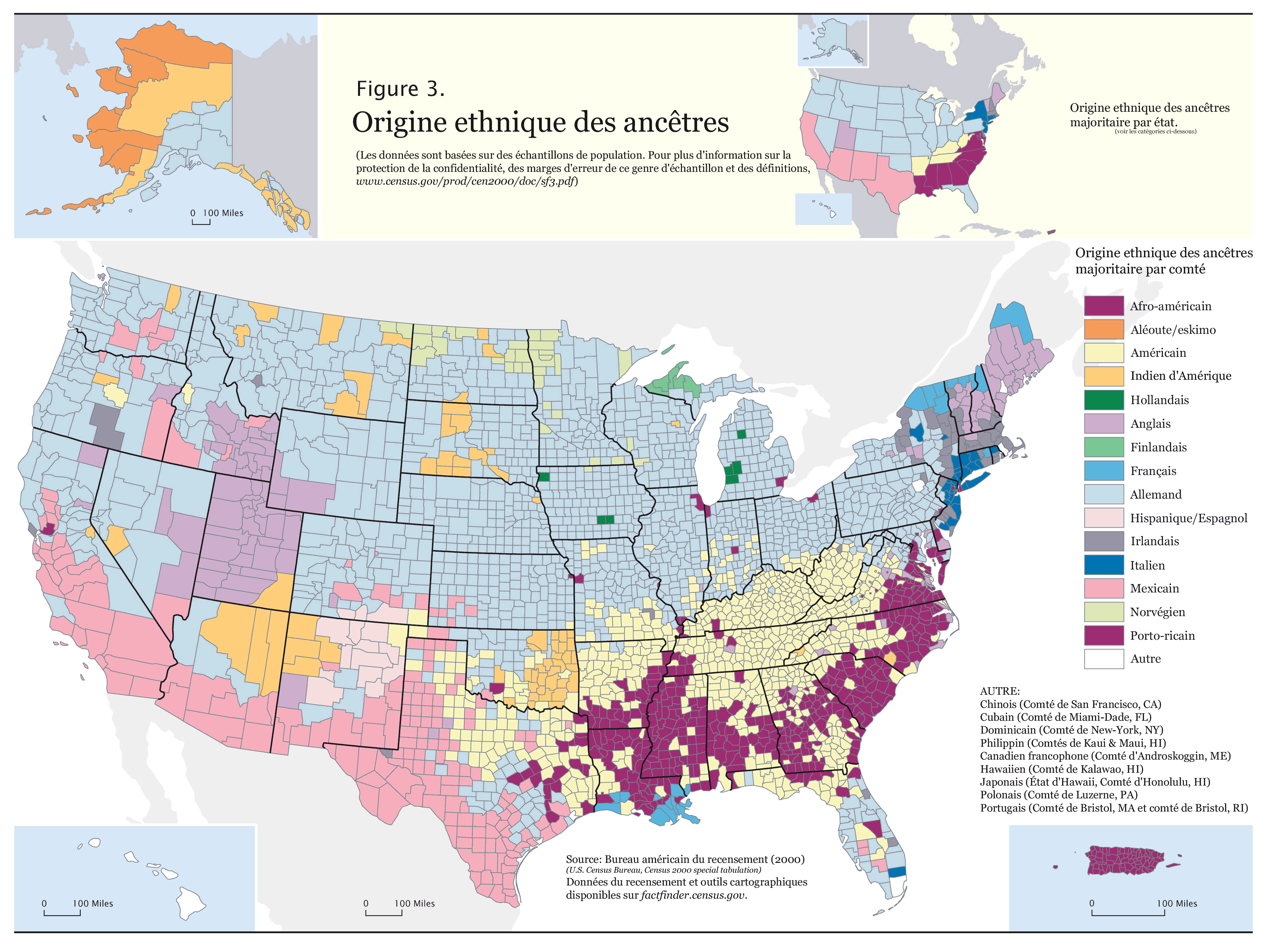
Situation géographique des origines ethniques en 2000.